# Colomers
Colomers (en espagnol Colomés) est une commune de la comarque de Baix Empordà dans la province de Gérone en Catalogne (Espagne).